# Bartosz Iwan
Bartosz Iwan, né le 18 avril 1984 à Cracovie, est un ancien footballeur polonais. Il occupait le poste de milieu de terrain. Il est le fils de l'ancien international Andrzej Iwan.

## Carrière

### Palmarès
- Champion de Pologne : 2004
- Finaliste de la Supercoupe de Pologne : 2004